# Apnagyugh
Apnagyugh (in armeno Ափնագյուղ?, chiamato anche Ap'nagyugh/Apnagyukh; precedentemente Akina-Gök) è un comune dell'Armenia di 490 abitanti (2001) della provincia di Aragatsotn.